# Regelung (Natur und Technik)
Die Regelung ist ein Vorgang in Systemen, in denen Wechselwirkung stattfindet (in Natur, Technik und Gesellschaft), und bei dem eine prinzipiell veränderliche (dynamische) Größe in der Regel automatisch konstant oder annähernd konstant gehalten wird. Der in der Wissenschaft für diesen Vorgang verwendete Begriff ist Kybernetik, ein fachübergreifender Zweig, der sich in den 1940er Jahren etablierte. Begründer der Kybernetik war Norbert Wiener.
Wesentliche Eigenschaft des verbreitet anzutreffenden Vorgangs Regelung ist, dass der Wert der konstant zu haltenden Größe als Istwert festgestellt (Messung) und bei Abweichung vom gewollten  Sollwert so verändert wird, dass er sich diesem wieder nähert. Weil dem Abdriften vom Sollwert gegengesteuert wird, ist die Rückkopplung eine Gegenkopplung (Vorzeichenumkehr). Durch die Rückkopplung entsteht ein geschlossener Wirkungsablauf, der als Regelkreis bezeichnet wird.

## Beispiele
- Natur: Regelung der Körpertemperatur des Menschen oder eines Tieres
- Technik: Regelung der Drehzahl einer Maschine
- Gesellschaft: Aufrechterhaltung des Wertes einer Währung[Anm 1]

Regelung einer Größe bedeutet nicht, dass Einflüsse von Störungen grundsätzlich völlig und in kürzester Zeit eliminiert werden. Besonders bei einer größeren Störung entsteht oft zunächst eine merkliche Veränderung der zu regelnden Größe, die erst allmählich und mitunter auch mit pendelndem Wert abklingt (Beispiel: erhöhte Körpertemperatur bei Krankheit). Oft bleibt auch ein kleiner Störeinfluss bestehen (sog. bleibende Regelabweichung).

## DIN-Definition (Technik)
Die Norm DIN IEC 60050-351 definiert den Begriff der Regelung wie folgt:

„Regeln, n 

Regelung, f
Vorgang, bei dem fortlaufend eine variable Größe, die Regelgröße, erfasst (gemessen), mit einer anderen variablen
Größe, der Führungsgröße, verglichen und im Sinne einer Angleichung an die Führungsgröße beeinflusst wird
Anmerkung 1 zum Begriff: Kennzeichen für das Regeln ist der geschlossene Wirkungsablauf, bei dem die Regelgröße
im Wirkungsweg des Regelkreises fortlaufend sich selbst beeinflusst.“

## Verwandte Begriffe (Technik)

Abgrenzung zwischen Steuerung und Regelung

Regelung wird häufig mit Steuerung verwechselt bzw. als identisch betrachtet. Bei der Steuerung ist aber keine Rückkopplung und folglich kein geschlossener Wirkungsablauf vorhanden.
In der englischen Sprache wird das Wort control sowohl für Steuerung als auch für Regelung gebraucht. Zur Unterscheidung wird für Regelung closed-loop control und für Steuerung open-loop control verwendet.